# Буревестник (регбийный клуб)
«Буревестник» — регбийный клуб, образованный в 1962 году в Ленинграде на базе команды Ленинградского санитарно-гигиенического медицинского института (ЛСГМИ). Позже в клуб «Буревестник» вошли команды ЛМИ («Воентех») и 1-го ЛМИ.

## История
Годом основания регби в Ленинграде считается 1962 год, когда были сформированы клубы ЛМИ (Всеволод Капёнкин и Евгений Зуден как основатели), ЛГУ (Михаил Глыбовский), ЛСГМИ (Роман Иванюхин, преподаватель кафедры физвоспитания и врачебного контроля), ДСО «Спартак» и ДСО «Труд» (Константин Подлецкий и Евгений Ломакин). Тогда же был сформирован Президиум регби и состоялись первые официальные турниры по регби — весеннее и осеннее первенство ЛОСПС. В турнирах приняли участие шесть ленинградских команд: команды ЛМИ, ЛГУ, «Труд», «Труд-2», ЛСГМИ и «Наука» (ЛМИ-2), а первым обладателем Кубка ЛОСПС стала команда ЛМИ. Позже была основана Федерация регби Ленинграда, во главе которой стал заведующий кафедрой физической культуры ЛМИ Григорий Михалкин.
В том же году студентами Военмеха (Ленинградский механический институт имени Д. Ф. Устинова) основали собственную регбийную команду на базе студенческого ДСО «Буревестник». Одним из важных лиц команды стал заслуженный тренер РСФСР Борис Варакин, который открыл в 1963 году в Ленинградском санитарно-гигиеническом медицинском институте (ЛСГМИ) секцию регби и стал тренером команды. Позже команда ЛСГМИ объединилась с игроками из Первого Ленинградского медицинского института и из Воентеха, фактически став тем самым «Буревестником». С 1966 года клуб «Буревестник» начал выступать в чемпионате СССР по регби, заняв 3-е место в групповом этапе и итоговое 9-е место.
В 1967 году команда «Буревестник» выиграла Кубок Прибалтики (турнир на призы федерации регби Латвии), обыграв ССЗ (Каунас) и РАФ (Рига). В 1968 году студенческая команда из Ленинграда выступила на чемпионате СССР и заняла 4-е место: тренером команды «Буревестник» оставался именно Варакин, который тогда уже был заведующим кафедрой физического воспитания в 1-м ЛМИ. В той команде выступали такие игроки, как Борис Вишовник и Александр Антонов.
Высшими достижениями для «Буревестника» стали бронзовые медали в 1971 году и серебряные медали в 1973 году: с 1971 по 1974 годы команда не опускалась ниже 4-го места. Высокий уровень спортивных результатов повлиял на то, что в 1974 году Борис Варакин стал первым главным тренером сборной СССР, которая провела свои первые в истории матчи на турнире «Социалистическая индустрия». В заявку сборной СССР на турнир вошли девять человек из «Буревестника» — форварды Олег Гаманов, Геннадий Гопанюк, Валерий Башмаков, Михаил Алексеев и Владимир Дмитриев, полузащитник Валерий Кравец, трёхчетвертные защитники Сергей Чистяков и Николай Румянцев, защитник Феликс Шмаков.
Однако в 1975 году «Буревестник» выбыл из Высшей лиги, а в 1976 году город принял решение, что в регбийном плане финансовая помощь будет оказываться только одной команде. Обе ленинградские команды — «Приморец» (клуб Северного завода) и «Буревестник» (команда Военмеха) — боролись в Первой лиге за выход в Высшую, и обе добились выхода («Буревестник» занял 1-е место, «Приморец» — 2-е), однако было принято решение объединить команды. Таким образом, в 1976 году состоялось объединение клубов «Буревестник» и «Приморец», и вплоть до 1991 года именно «Приморец» соревновался в чемпионате СССР. «Буревестник» же фактически расформирован, хотя некоторое время выступал в Первой лиге до 1980 года.
Клуб был возрождён в 2013 году усилиями ветеранов клуба, нынешних студентов и региональной общественной студенческой физкультурно-спортивной организацией «Буревестник». Костяк команды составляют студенты 1-го и 2-го курсов таких вузов, как Политех, СПбГУ, Герцена, Горный университет, ИТМО, РАНХиГС и СПбГЭУ. Клуб выступает в санкт-петербургских турнирах на любительском уровне, хотя в том же 2013 году он начал вести переговоры с командой «Нарвская застава» об образовании команды для участия в высшей лиге чемпионата России.

## Результаты

### Чемпионаты СССР[1]
- 1966: 3-е место (подгруппа, 15 команд)[2] — Высшая лига (итоговое 9-е место)[10]
- 1968: 4-е место (8 команд) — Высшая лига[2][7]
- 1969: 3-е место (подгруппа, 16 команд) — Высшая лига (под именем ЛМИ)[11]
- 1970: 6-е место (8 команд) — Высшая лига[2][12]
- 1971:  (8 команд) — Высшая лига[2][8]
- 1972: 4-е место (8 команд) — Высшая лига[2][13]
- 1973:  (8 команд) — Высшая лига[2][9]
- 1974: 4-е место (7 команд) — Высшая лига[2][14]
- 1975: 10-е место (10 команд) — Высшая лига (выбыли)[2][15]
- 1976:  — Первая лига[2] (объединены позже с «Приморцем»)[16]
- 1977: 4-е место (групповой этап) — Первая лига, зона «А» (итоговое 12-е место)[17]
- 1978: не соревновался[18]
- 1979:  (4 команды) — переходный турнир за выход в Первую лигу[19]
- 1980: 4-е место (групповой этап) — Первая лига, зона «Б» (итоговое 17-е место, 22 команды)[20]

### Чемпионат Ленинграда (как ЛГСМИ)
- 1962: 5-е место (5 команд)[1]
- 1963:  (7 команд)[21]
- 1964:  (6 команд)[22]
- 1965:  (4 команды)[23]
- 1966: 4-е место (4 команды)[10]
- 1969: 5-е место (5 команд)[11]
- 1970:  (6 команд)[12]
- 1971: неизвестно (6 команд)[1]
- 1972: 4-е место (7 команд)[13]
- 1973: 4-е место (не менее 6 команд)[9]
- 1974: не выше 4-го места (6 команд)[14]
- 1975: не выше 4-го места (не менее 7 команд)[15]
- 1976:  (4 команды, выступал как ЛМИ)[16]
- 1977: снялись с турнира[17]

### Чемпионат ДСО «Буревестник»
- 1965: 4-е место (7 команд) — как команда ЛМИ[23]
- 1967: ниже 4-го места (10 команд)[5]
- 1971:  (7 команд)[8]
- 1972:  (7 команд)[13]
- 1973:  (9 команд)[9]
- 1974:  (6 команд)[14]
- 1975:  (6 команд)[15]

## Лучшие игроки чемпионата СССР
- 1968: В. Богунов, Ф. Шмаков[7]
- 1969: Ф. Шмаков[11]
- 1970: В. Абалуев, Н. Румянцев[12]
- 1971: Ф. Шмаков, Н. Румянцев, В. Абалуев, В. Дмитриев[8]
- 1972: В. Дмитриев, Б. Вишневик[13]
- 1973: Ф. Шмаков, Н. Румянцев[9]
- 1974: Н. Румянцев, В. Кравец, О. Гаманов, Г. Гопанюк[14]
- 1975: В. Кравец[15]